# Francesco Accolti
|  | Per a altres significats, vegeu «Francesco Accolti l'aretí». |

Francesco Accolti fou un patrici d'Arezzo que fou bisbe d'Ancona i Numana el 6 d'agost de 1514. Va morir exercint aquest càrrec el 1523.